# Nädlershorst

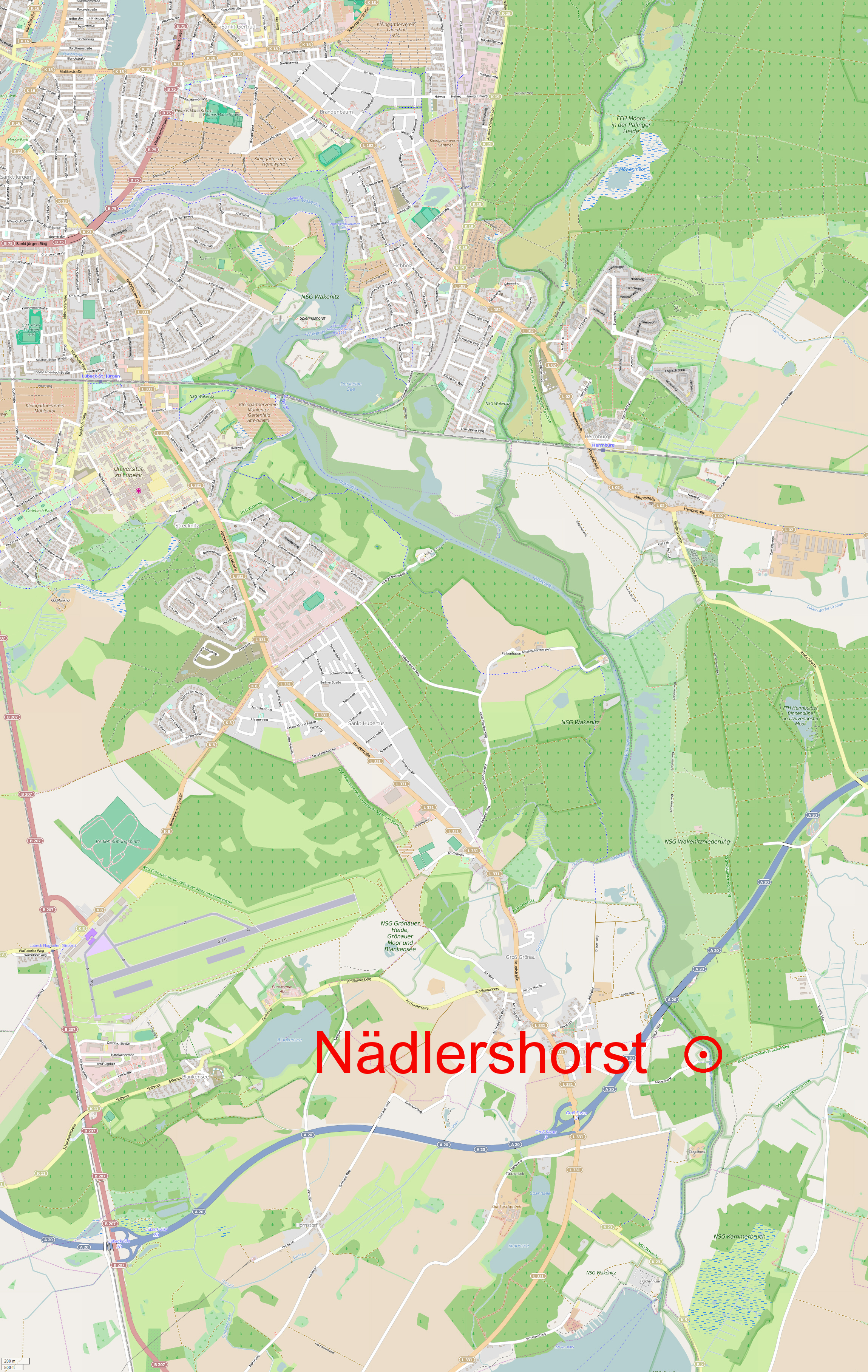
Lage von Nädlershorst

Gedenktafel in Nädlershorst mit Fotografien des Gebäudes sowie der 1975 abgebrochenen Brücke

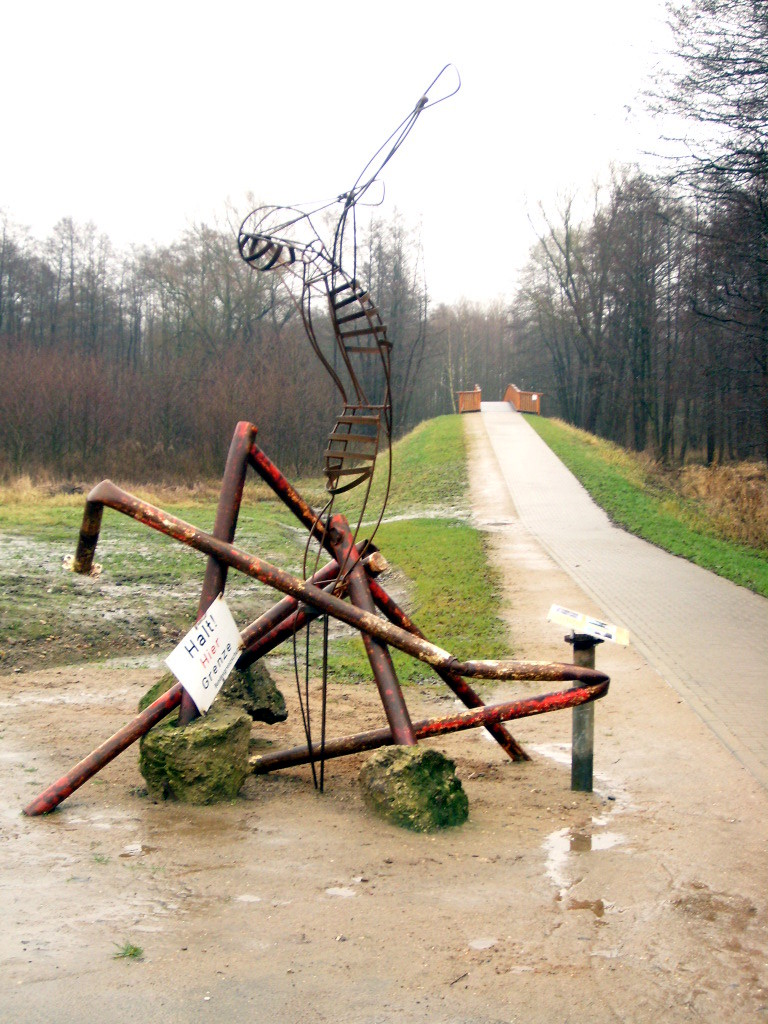
Skulptur und neue Brücke bei Nädlershorst

Nädlershorst war einer der Wakenitzhorste entlang der Wakenitz zwischen dem Ratzeburger See und Lübeck.

## Lage
Nädlershorst befand sich auf dem westlichen Ufer der Wakenitz, etwa 2,1 Flusskilometer nördlich von Rothenhusen. Von Land her war Nädlershorst über einen Weg von der südlichen Ortsgrenze Groß Grönaus aus zugänglich.

## Geschichte
Nädlershorst war im Unterschied zu den meisten Wakenitzhorsten nie ein Fischerhorst, sondern entstand aus einem Fährhaus. Die 1669 erstmals urkundlich erwähnte Fähre an dieser Stelle diente in erster Linie der Anbindung der rechts der Wakenitz befindlichen, bis 1937 zu Lübeck gehörenden Dörfer Utecht und Schattin. Sie befand sich, wie auch das zugehörige Fährhaus und das Gebiet im Umkreis von etwa 140 Metern, als Brückenkopf der Lübecker Territorien östlich der Wakenitz im Besitz der Stadt Lübeck, die den Betrieb verpachtete. Mit der Pacht erhielten die Fährleute automatisch das Krugrecht und die Erlaubnis, Ackerbau zu betreiben. Der ursprüngliche Name des Ortes war Die große Horst, ab 1709 wurde jedoch die Bezeichnung Nädlershorst verwendet, da Matthias Schendlien, seit 1702 Fährpächter, von Beruf Nadelmacher war.
Sowohl 1875 als auch 1916 wurde das Fährhaus durch Feuer zerstört. Beide Male fasste die Stadt Lübeck ins Auge, die Fähre durch eine Brücke zu ersetzen, entschied sich aber wegen der zu erwartenden Kosten jeweils für den günstigeren Neubau des Gebäudes; im letzten Fall mussten die Betreiber der Fähre vier Jahre in einem Schuppen leben, bis die Stadt 1920 das neue Fährhaus bauen ließ. 1926 wurde die lange projektierte Brücke errichtet und der Fährbetrieb eingestellt. Nädlershorst wurde fortan als reine Gaststätte betrieben.
Durch das Groß-Hamburg-Gesetz von 1937 verlor Lübeck die Gebiete östlich der Wakenitz an das Land Mecklenburg, während der Brückenkopf Nädlershorst an Preußen fiel und der Gemeinde Groß Grönau zugeschlagen wurde.
Als Folge der deutschen Teilung war die Brücke nach 1945 durch Sperrung und später Beseitigung des östlichen Brückenzugangs nicht mehr passierbar, 1975 wurde sie abgebrochen. Im März 2003 erfolgte der Abriss von Nädlershorst, da das Gebiet als Ausgleichsfläche für die Wakenitzquerung der Bundesautobahn 20 zur Renaturierung vorgesehen war. Eine Gedenktafel am westlichen Brückenkopf der 2008 wiederhergestellten Nädlershorster Brücke erinnert an die restlos abgetragene Wakenitzhorst; am selben Ort befindet sich die Skulptur Grenzen überwinden des in Schattin ansässigen Bildhauers Claus Görtz, die er 2008 aus den Schlagbäumen auf den alten Brückenrampen erschuf.